# Huérfana Alsaciana
La Huérfana Alsaciana (L'Orphaline Alsacienne) es una obra del escultor francés Auguste Rodin (1840-1917). A inicios de su carrera, Rodin realizó trabajos y piezas decorativas, y entre estas piezas se encuentra el busto de la Huérfana alsaciana. 

## Obra

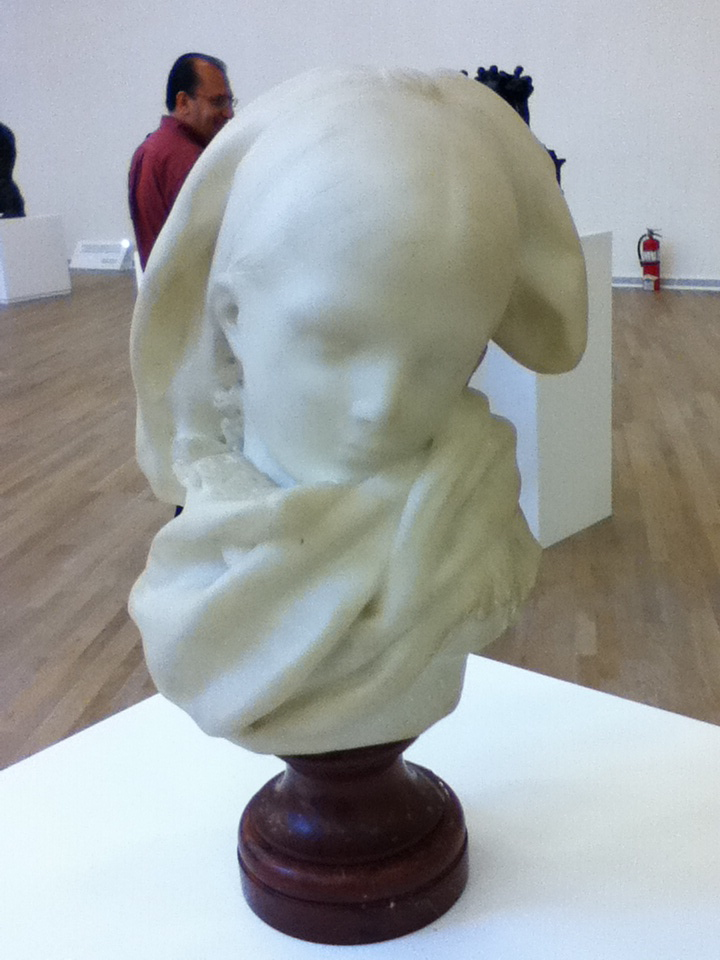
Huérfana alsaciana de Auguste Rodin exhibida en Museo Soumaya

Este busto es la representación de una niña con la cabeza ligeramente inclinada hacia un lado, su rostro infantil expresa una suave melancolía. Tiene el tocado característico de la provincia de Alsacia, la cual se perdió durante la guerra Franco-Prusiana en 1870. Fue descrita como "Lexemplaire" con su tocado de seda sobre la frente como una mariposa, extendiendo sus alas. La escultura es considerada uno de los primeros grandes éxitos de Rodin, se exhibió en varias ocasiones entre 1871 y 1884 y en distintos formatos, como mármol y terracota.
Existen varias versiones de la obra de  Rodin, dos de ellas expuestas en Museo Soumaya en la Ciudad de México. Una es Huérfana Alsaciana, L'Orpheline Alsacienne en  Mármol blanco con dimensiones de 39.1 x 22.7 x 19.4 cm. y Huérfana Alsaciana versión con la cabeza derecha, L'Orpheline Alsacienne, version avec tête droit, realizada  entre 1877 y 1878 en terracota y cuyas dimensiones son 36.2 x 22.3 x 17.7 cm.